# Мустафа Наима
Мустафа Наима (1655—1716; 1065—1218 по календарю Хиджры) — чиновник Османской империи и османский историк, который написал хронику, известную как Ta’rīkh-i Na'īmā (Тарих-и Наима). Часто считается первым официальным историком Османской империи, хотя эта должность, вероятно, была создана уже при его преемнике, Рашиде.

## Биография
Мустафа Наима родился в семье янычара в городе Алеппо. Он поступил во дворцовую охрану в Константинополе и здесь получил образование секретаря. Он поднимался по ступеням системы финансового управления империи, пока в результате дворцовых интриг не был выслан на провинциальную административную должность в 1715 году. Как историк он вспоминает о прибытии послов от Империи Великих Моголов: Каим-Бека, Сеида Атаулли и Хаджи Ахмад Саида, посланных Императором Моголов Шах-Джаханом. Послы были размещены в серале Сайвуш-паши.

## «Сад Хусейна в перечне хроник Востока и Запада»
Основная работа Мустафы Наима — Ravḍatü 'l-Ḥüseyn fi ḫulāsat-i aḫbāri 'l-ḫāfiqayn (осман. روضة الحسين فى خلاصة أخبار الخافقين ‎ — «Сад Хусейна в перечне хроник Востока и Запада»). Работа была закончена в 1704 году и посвящена визирю Амказаду Хусейн-паши. В книге рассматриваются события с 1591 по 1660 год.

## «История Наима»
Мустафа Наима — автор одной из самых известных в турецкой историографии летописей. Хроника содержит огромное количество доселе мало изученной информации об отношениях Российского царства с Османской империей, о жизни Крымского ханства и т д.
Исследователи хроники предполагают, что её автор был сторонником суфизма и мог принадлежать к ордену Бекташи. Следовательно, и отношение хрониста к соседним народам не было таким категоричным, как в ортодоксальной части тогдашней Османской элиты. В 17-м веке в империи противостояли друг другу две партии: улемы и янычары. Именно к последней и принадлежал летописец.
Кроме того, вполне вероятно, что Мустафа Наима, сочиняя эту хронику, пользовался такими историческими источниками, как летописями своих предшественников, которые навсегда потеряны для современных исследователей, так как сгорели в средневековых стамбульских пожарах.